# 凝視著風
《凝視著風》（風をみつめて）是可苦可樂的第30張CD單曲。於2018年11月7日由Warner Music Japan發行。

## 簡介
前作《ONE TIMES ONE》之後約7個月發行。
女演員中村友理和童星山崎莉里那出演了PV。

## 收錄曲
全作詞・作曲：小淵健太郎；編曲：可苦可樂
1. 凝視著風（風をみつめて）
東京電視台 電視劇《騷擾遊戲》主題曲[3]
2. 夏之水滴（夏の雫）
3. 白雪
4. 凝視著風 （Instrumental）
5. 夏之水滴 （Instrumental）
6. 白雪 （Instrumental）

## 外部連結
- 凝視著風（页面存档备份，存于）